# Каннский кинофестиваль 2008
61-й Каннский фестиваль проходил с 14 по 25 мая 2008 года. Программа фестиваля была объявлена 23 апреля в Париже. Председателем жюри был американский актёр и режиссёр Шон Пенн.

## Жюри

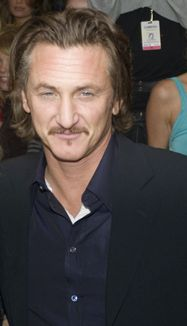
Шон Пенн, председатель жюри основного конкурса

### Основной конкурс
- Шон Пенн, актёр и режиссёр ( США) — председатель жюри.
- Рашид Бушареб, режиссёр ( Алжир)
- Апичатпонг Вирасетакул, режиссёр и сценарист ( Таиланд)
- Серджо Кастеллитто, актёр и режиссёр ( Италия)
- Альфонсо Куарон, режиссёр ( Мексика)
- Александра Мария Лара, актриса ( Германия)
- Натали Портман, актриса ( США)

### Особый взгляд
- Фатих Акин, режиссёр ( Германия) — председатель номинации.
- Анупама Чопра, кинокритик, писатель ( Индия)
- Ясир Мохеб, кинокритик, жкрналист
- Екатерина Мцтуридзе, кинокритик, телеведущая ( Россия)
- Хозе Мариа Прада, куратор испанской фильмотеки ( Испания)

### Золотая камера
- Брюно Дюмон, режиссёр ( Франция) — председатель номинации.

### Синефондасьон и конкурс короткометражных фильмов
- Хоу Сяосянь, режиссёр ( Китайская Республика) — председатель номинации.
- Оливье Ассаяс, режиссёр ( Франция)
- Сюзанна Бир, режиссёр ( Дания)
- Лоренс Кардиш ( США)
- Марина Хандс, актриса ( Франция)

## Фильмы-участники конкурсной программы
- «Арестантская», реж. Пабло Траперо ( Аргентина)
- «Вальс с Баширом», реж. Ари Фольман ( Израиль)
- «Гоморра», реж. Маттео Гарроне ( Италия)
- «Город 24», реж. Цзя Чжанкэ ( Китай)
- «Граница рассвета», реж. Филипп Гаррель ( Франция)
- «Любовники», реж. Джеймс Грэй ( США)
- «Дельта», реж. Корнель Мундруцо ( Венгрия)
- «Женщина без головы», реж. Лукресия Мартель ( Аргентина)
- «Изумительный», реж. Паоло Соррентино ( Италия)
- «Класс», реж. Лоран Канте ( Франция)
- «Линии перехода», реж. Вальтер Саллес и Даниэла Томас ( Бразилия)
- «Моё волшебство», реж. Эрик Ку ( Сингапур)
- «Молчание Лорны», реж. Братья Дарденн ( Бельгия)
- «Нью-Йорк, Нью-Йорк», реж. Чарли Кауфман ( США)
- «Обожание», реж. Атом Эгоян ( Канада)
- «Подмена», реж. Клинт Иствуд ( США)
- «Рождественская сказка», реж. Арно Деплешен ( Франция)
- «Сервис», реж. Брильянте Мендоса ( Филиппины)
- «Слепота», реж. Фернанду Мейреллиш ( США) — фильм открытия
- «Съёмки в Палермо», реж. Вим Вендерс ( Германия)
- «Три обезьяны», реж. Нури Бильге Джейлан ( Турция)
- «Че», реж. Стивен Содерберг ( США)

## Внеконкурсная программа
- «Хороший, плохой, долбанутый», реж. Ким Чжи Ун ( Республика Корея)
- «Индиана Джонс и Королевство хрустального черепа», реж. Стивен Спилберг ( США)
- «Кунг-фу панда», реж. Марк Осборн, Джон Стивенсон ( США)
- «Вики Кристина Барселона», реж. Вуди Аллен ( США)
- «Преследователь», реж. На Хонджин ( Республика Корея)
- «Марадона», реж. Эмир Кустурица ( Испания,  Франция],  Сербия)
- «Наблюдение», реж. Дженнифер Линч ( США)
- «Ты и я», реж. Роллан Жоффе ( Россия,  США)

## Победители
- Золотая пальмовая ветвь
  - «Класс», реж. Лоран Канте ( Франция)
- Гран-при
  - «Гоморра», реж. Маттео Гарроне ( Италия)
- Лучшая актриса
  - Сандра Корвелони ( Бразилия) за фильм «Линии перехода»
- Лучший актёр
  - Бенисио Дель Торо ( США) за фильм «Че»
- Лучший режиссёр
  - Нури Бильге Джейлан ( Турция) за фильм «Три обезьяны»
- Лучший сценарий
  - Братья Дарденн ( Бельгия) за фильм «Молчание Лорны»
- Приз жюри
  - «Изумительный», реж. Паоло Соррентино ( Италия)
- Золотая пальмовая ветвь за короткометражный фильм
  - «Мегатрон», реж. Мариан Кризан ( Румыния)
- Золотая камера
  - «Голод», реж. Стив Маккуин ( Великобритания)
- Специальный приз конкурса «Золотая камера»
  - «Все умрут, а я останусь», реж. Валерия Гай Германика ( Россия)
- Особый взгляд
  - «Тюльпан», реж. Сергей Дворцевой ( Россия,  Казахстан)
- Приз ФИПРЕССИ
  - «Дельта», реж. Корнель Мундруцо ( Венгрия)
- Специальный приз 61-го Каннского кинофестиваля за творческие достижения
  - Катрин Денёв ( Франция)
  - Клинт Иствуд ( США)
- Почётная Золотая пальмовая ветвь
  - Мануэл де Оливейра ( Португалия)